# Đ (латиниця)
Đ, đ (D з штрихом) — літера розширеної латиниці, яка зазвичай використовується в латинізованому варіанті сербохорватської мови для позначення дзвінкого ясенно-піднебінного африката схожого на український [дж] (скоріше схожого на польський Dź і Dz перед i), але пом'якшений. До складу «гаєвиці» (хорватського та латинського сербського алфавіту), літеру ввів Людевит Гай в 1830 році, де є аналогом кириличної літери Ђ/ђ.
Крім того, використовується в водській абетці, де позначає звук ʲ [d], північносаамській абетці для позначення звуку МФА: [ð] і в в'єтнамській абетці, де позначає звук МФА: [d] (на відміну від «традиційної» D/d, що позначає звук МФА: [z]).
У період з 1929 по 1939 рік символ використовувався в латинізованій абетці башкирської мови для позначення звуку МФА: [ð], де у літери була велика форма . З 1939 з прийняттям алфавіту на основі кирилиці для позначення звуку МФА: [ð] був введений новий знак Ҙ.